# Ermstedt

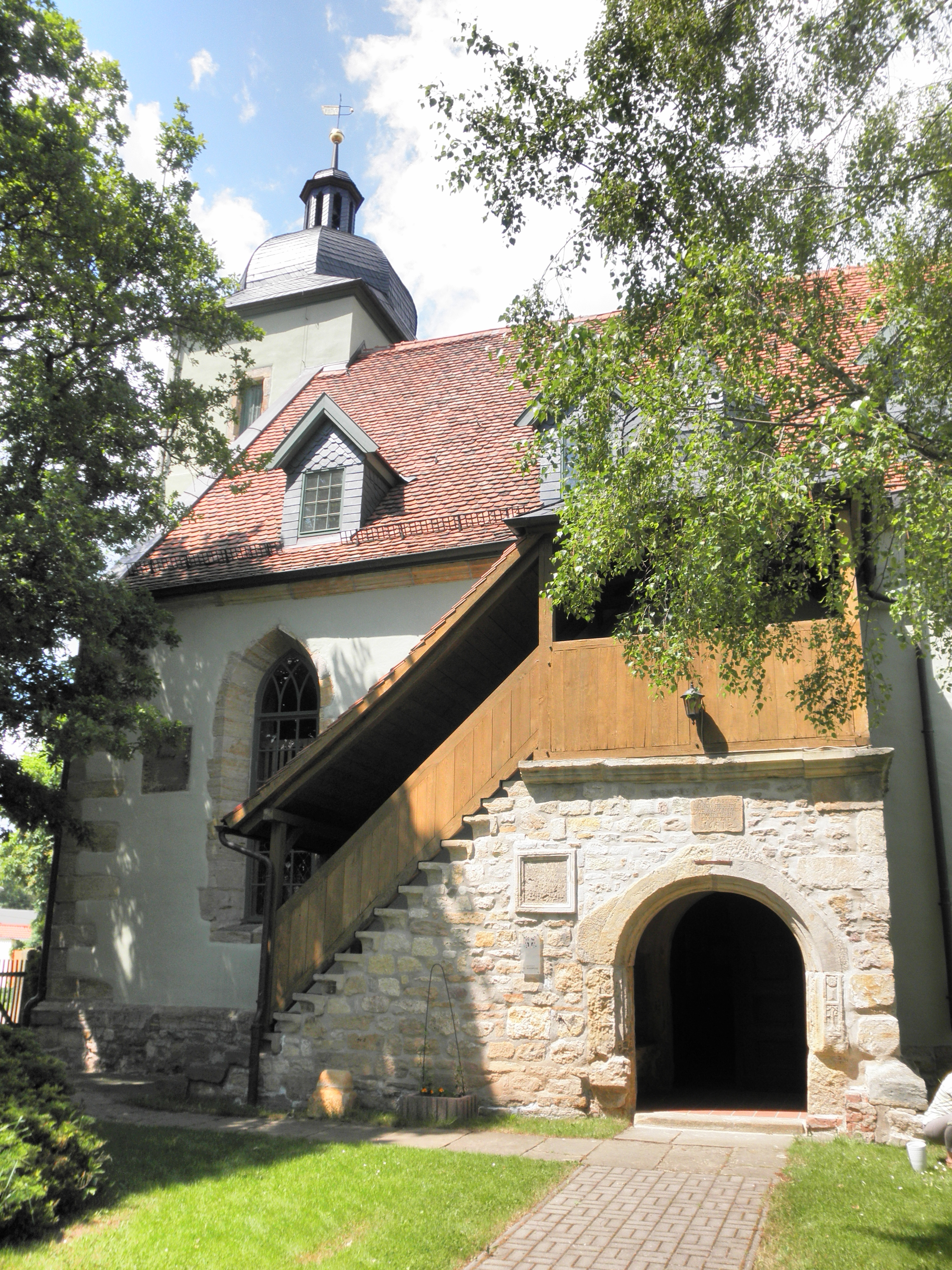
Kirche St. Andreas

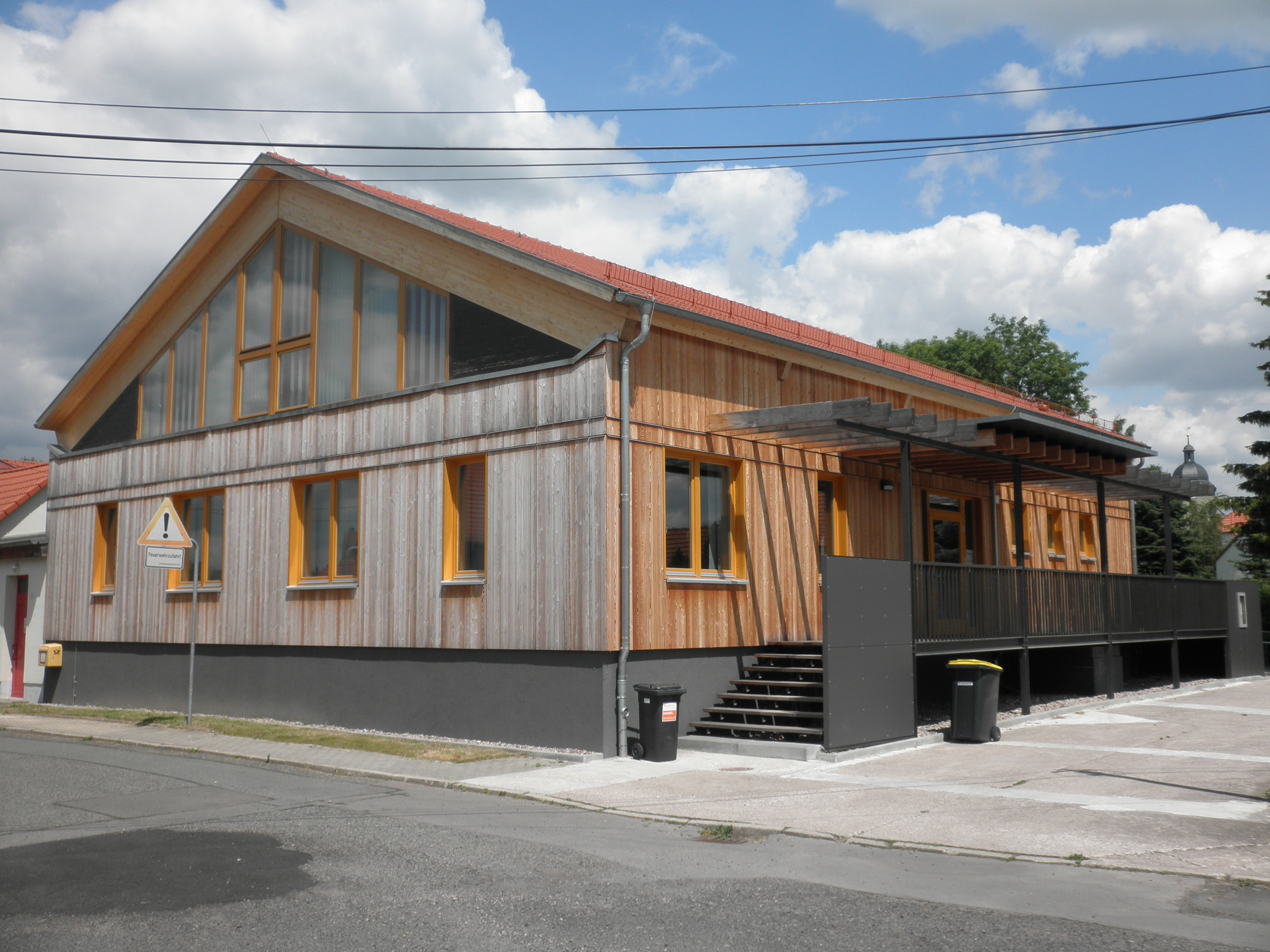
Gemeindehaus Ermstedt

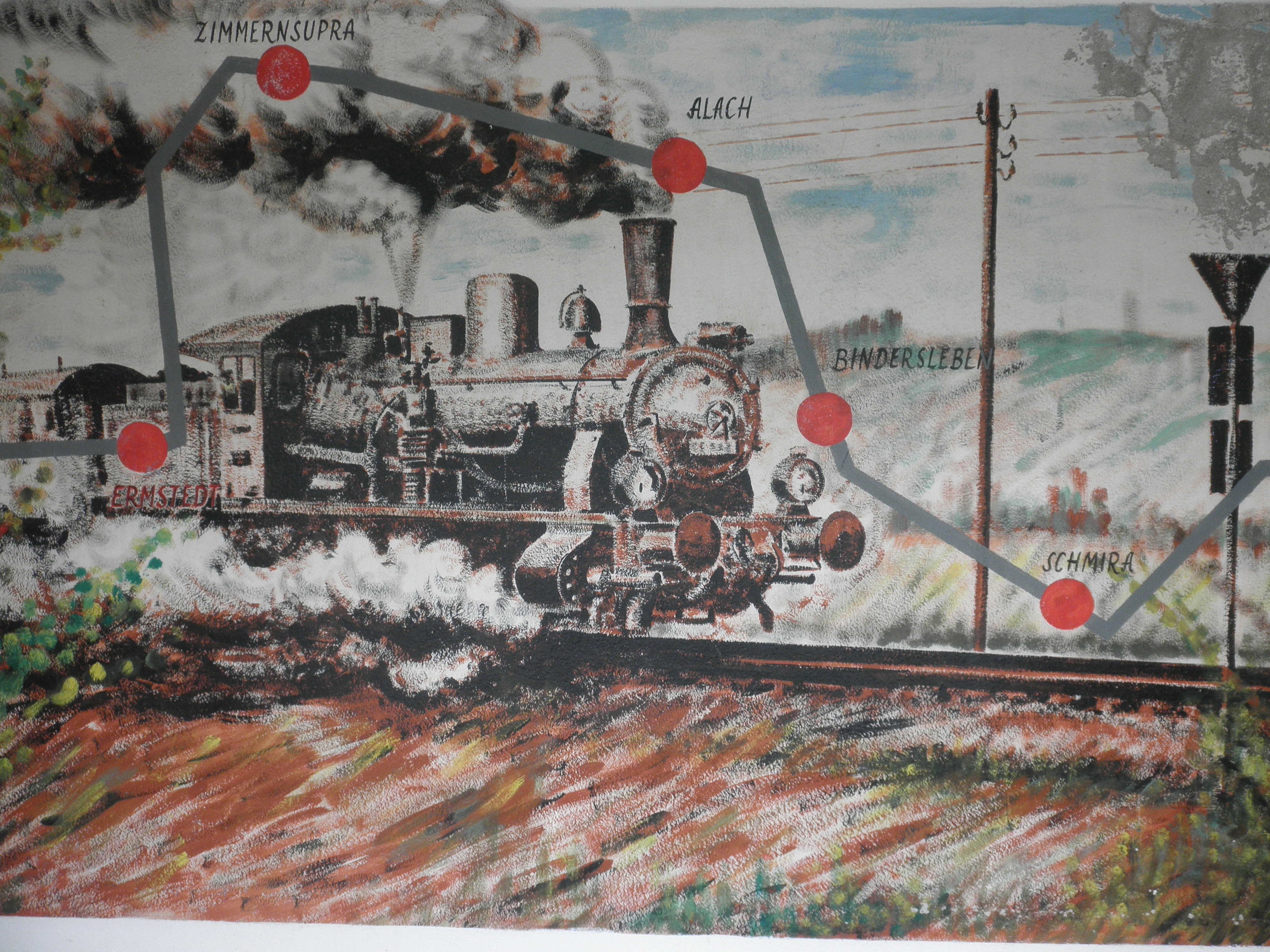
Ermstedt war Station der Nottlebener Bahn: Wandbild in Wartehaus

Ermstedt ist ein Ortsteil der Stadt Erfurt in Thüringen. Es ist der westlichste Ortsteil und gehört seit 1994 zur Landeshauptstadt.

## Geografie
Ermstedt liegt auf der Alacher Höhe, einer Hochfläche im Thüringer Becken in etwa 290 Metern Höhe. Südlich des Dorfs fließt die Nesse. Die Gemarkung ist weitgehend unbewaldet und unterliegt einer intensiven landwirtschaftlichen Nutzung. Das Dorf selbst ist bis heute durch seine historischen Gehöftstrukturen geprägt. In den 1990er-Jahren entstand im Rahmen der Suburbanisierungswelle in Ostdeutschland eine neue Einfamilienhaussiedlung am östlichen Ortsrand. Nachbarorte sind Zimmernsupra im Norden, Gottstedt im Osten, Frienstedt im Südosten, Gamstädt im Süden und Nottleben im Westen. In die Erfurter Innenstadt sind es zehn Kilometer, nach Gotha etwa 14 Kilometer.

## Geschichte
Zu Beginn des 9. Jahrhunderts wird Ermstedt in einem Verzeichnis der von Erzbischof Lullus († 786) von Mainz für das Kloster Hersfeld von Freien verliehenen Gütern erstmals urkundlich als Ermenstat erwähnt. Ermstedt war schon lange Zeit eng mit Erfurt verbunden und Teil des Territoriums der Stadt Erfurt. Mit diesem kam es nach der Auflösung Kurmainz’ 1802 zu Preußen, 1807 zum Fürstentum Erfurt und 1816 zum preußischen Landkreis Erfurt. Am 1. Juli 1950 wurde Gottstedt nach Ermstedt eingemeindet. Seit 1994 gehören beide Dörfer als separate Stadtteile zur kreisfreien Stadt Erfurt.

### Einwohnerentwicklung
| Jahr      | 1843 | 1910 | 1939 | 1995 | 2000 | 2005 | 2010 | 2015 | 2020 |
| --------- | ---- | ---- | ---- | ---- | ---- | ---- | ---- | ---- | ---- |
| Einwohner | 321  | 355  | 347  | 336  | 384  | 466  | 456  | 441  | 424  |

## Sehenswürdigkeiten
Das kunsthistorisch bedeutsamste Bauwerk des Ortsteils ist die evangelische Kirche  St. Andreas von 1613. Die Pfarrei gehört zum Kirchspiel Frienstedt.

## Wirtschaft und Infrastruktur
Ermstedt ist bis heute ein landwirtschaftlich geprägter Ort mit mehreren Betrieben dieses Wirtschaftssektors. Ansonsten dominiert das suburbane Wohnen Ermstedt.
Zwischen 1926 und 1967 hatte Ermstedt einen Anschluss an der Kleinbahn Erfurt–Nottleben mit Verbindung in die Erfurter Innenstadt. Heute sorgen Buslinien für die entsprechende Anbindung zur Messe und zum Flughafen Erfurt-Weimar, wo in die Stadtbahnen Richtung Zentrum umgestiegen werden kann. Eine weitere Busverbindung führt nach Neudietendorf mit Übergang zum Eisenbahnverkehr. Fahrstraßen verbinden Ermstedt mit Neudietendorf im Süden, Döllstädt im Norden, Bindersleben im Osten und Nottleben im Westen.